# 蒲口镇
蒲口镇，是中华人民共和国河北省保定市高阳县下辖的一个乡镇级行政单位。

## 行政区划
蒲口镇下辖以下地区：
南蒲口村、南蔡口村、北蔡口村、北蒲口村、南马村、前柳滩村、西柳滩村、后柳滩村、赵口村、邢果庄村、恒道村、陶口店村、北陶口村、西陶口村、赵庄村和吴庄村。